# M'Rirt
M'Rirt (àrab: مريرت, Mrīrt; amazic: ⵎⵔⵉⵔⵜ) és un municipi de la província de Khénifra, a la regió de Béni Mellal-Khénifra, al Marroc. Segons el cens de 2014 tenia una població total de 42.730 persones. Hi ha recursos miners a Jbel Aouam, Ighram Aoussar, Sidi Ahmed, Tighza, on s'extrau plom, zinc, argent, or i tungstè.

## Demografia
Els habitants de la vila són d'origen amazic de la tribu Aït Sgougou, i s'ha beneficiat de l'èxode rural.